# 善州
善州，元朝时设置的州。
至元十二年（1275年）置，治所在今云南省昆明市。辖境相当今云南省昆明市一带。二十一年（1284年），废。